# اورموشبانیا
اورموشبانیا (به مجاری: Ormosbánya) یک منطقهٔ مسکونی در مجارستان است که در ناحیه کازینتس‌بارتسیکا واقع شده‌است.